# Escut de Vilanova de l'Aguda
L'escut oficial de Vilanova de l'Aguda té el següent blasonament:
Escut caironat: d'atzur, un sautor ple d'argent; ressaltant sobre el tot una rosa de gules botonada d'or i barbada de sinople. Per timbre, una corona mural de poble.

## Història
Va ser aprovat el 2 de setembre de 1992 i publicat al DOGC el 19 de setembre del mateix any amb el número 1645.
L'escut conté un sautor, o creu de Sant Andreu, i una rosa, que simbolitzen els patrons del poble, la Mare de Déu del Roser i sant Andreu.